# Jyri Marttinen

Jyri Marttinen född 1 september 1982 i Jyväskylä kommun, är en finländsk ishockeyspelare som spelat för Skellefteå AIK. Han spelade sju säsonger i den finländska FM-ligan innan han kom till Sverige och Elitserien. Han spelade en väldigt kort tid för Malmö Redhawks innan han bytte lag till elitserielaget Timrå IK. Efter knappt en halv säsong i Timrå så skrev han på ett 3-årskontrakt med Skellefteå AIK.

## Klubbar
- 2000-2001 JYP         (FM-liga)
- 2001-2002 JYP         (FM-liga)   +  Finland U20
- 2002-2003 JYP         (FM-liga)
- 2003-2004 JYP         (FM-liga)
- 2004-2005 JYP         (FM-liga)
- 2005-2006 JYP         (FM-liga)
- 2006-2007 JYP         (FM-liga)   +  Malmö       (Elitserien)
- 2007-2008 Timrå       (Elitserien) +  Skellefteå  (Elitserien)
- 2008-2009 Skellefteå  (Elitserien)
- 2009-2010 Skellefteå Elitserien